# منطقه ایکا
منطقه ایکا (به اسپانیایی: Ica Region) یک منطقه در پرو است.
مساحت این منطقه  ۲۱۳۲۷٫۸۳ کیلومتر مربع و جمعیت آن ۷۰۹۵۵۶ نفر است.